# پلاستیک من
پلاستیک من (به انگلیسی: Plastic Man) با نام اصلی پاتریک «ایل» اوبرایان، یک شخصیت خیالی ابرقهرمان ابتدا در کتاب‌های کامیک آمریکایی منتشر شده توسط کوالیتی کامیکس و سپس بدست دی‌سی کامیکس است. این شخصیت توسط کارتونیست جک کول خلق شده‌است که برای اولین بار در شمارهٔ ۱ از گلچین ادبی کمیک‌های پلیسی (اوت ۱۹۴۱) حضور پیدا کرد. این شخصیت تا به حال در چندین مجموعه انفرادی منتشر شده‌است و با شخصیت‌های دیگری در جهان دی‌سی به عنوان یکی از اعضای تیم لیگ عدالت تعامل داشته‌است.